# Eight Crazy Nights
Adam Sandler's Eight Crazy Nights (Ocho noches de locura en Hispanoamérica y Ocho noches locas en España) es una película animada musical y comedia de 2002 estadounidense dirigida por Seth Keasley y coescrita y protagonizada por Adam Sandler. A diferencia de la mayoría de las películas de celebraciones, se centra en personajes judíos durante la época de Janucá. Esta al estilo de los especiales de Navidad para la televisión, y a su diferencia, invoca a personajes judíos durante la época de Hanukkah, en posición a la celebración cristiana de la Navidad.

## Sinopsis
En la primera noche de Hanukah, Davey (Adam Sandler), un hombre grosero, desagradable, arrogante, amargado y egoísta se va de juerga y alboroto y es arrestado. Y como ésta no es la primera vez que ha salido en un jaleo destructivo, el juez de la ciudad sentencia a Davey a diez años de prisión. Es sólo a través de la intervención de un agradable viejito árbitro de juegos, llamado Whitey (Adam Sandler), que Davey es perdonado.

## Reparto
- Adam Sandler como Davey Stone/Whitey Duvall/Eleanore Duvall.
- Jackie Titone como Jennifer Friedman.
  - Alison Krauss como su voz cantado.
- Austin Stout como Benjamin Friedman.
- Rob Schneider como El Narrador/Mr. Chang
- Kevin Nealon como alcalde Dewey.
- Norm Crosby como el Juez.
- Jon Lovitz como Tom Baltezor.